# Rock i Holstebro
Rock i Holstebro er en festival som varer 12 timer, fra kl 12-24.
RIH bliver afholdt hver sommer, og er hvert år en kæmpe succes hvor der altid bliver udsolgt.
Blandt de optrædende til Rock i Holstebro har indtil videre været:
- Nephew
- Nik og Jay
- D.A.D.
- Kim Larsen
- Poul Krebs
- Danser med Drenge
- Aqua
- Gnags
- Big Fat Snake
- Infernal